# Donatello (TMNT)
Donatello, Don, Donnie, är en fiktiv rollfigur som namngavs efter renässansens skulptör Donatello och förekommer i berättelserna om de muterade sköldpaddorna Teenage Mutant Ninja Turtles. Hans bandana är känd som lila, men i Mirageserierna bär alla fyra sköldpaddor röd bandana. Donatello brukar räknas som "hjärnan" bland sköldpaddorna och han utövar Ninja Juhakkei.

## Vapen
Donatellos bo är historiskt det vapen som främst förknippas med Ninja Juhakkei av de fyra sköldpaddornas vapen, och bōjutsu är en av ninjutsuns 18 discipliner.

## Historik

### 1987 års tecknade TV-serie
I 1987 års tecknade TV-serie är Donatello uppfinnaren i gänget, och hans uppfinningar används vanligtvis av sköldpaddorna i strid och han tillverkar sköldpaddornas fordon. Han har mindre förståelse för människor och mellanpersonliga relationer. Olikt 2003 års TV-serie misslyckas hans främsta mindre uppfinningar, men många andra är praktiska. I den ursprungliga engelskspråkiga röstversionen av serien lästes hans röst av Barry Gordon, som även läste Bebops röst. Greg Berg var 1989 även alternativ röstläsare för såväl Donatello som Bebop. På svenska lästes hans röst av Johan Hedenberg i Media Dubbs dubbning och av Håkan Mohede i Sun Studios dubbning.

### 2003 års TV-serie
Precis som i Mirageserierna har Donatello en komplex personlighet i 2003 års TV-serie. Flera avsnitt fokuserar på honom, och hans känslomässiga och intellektuella ansträngning. Precis som i de andra versionerna är han intelligent, händig och själviakttagbar, och funderar ofta över saker han inte förstår. Han har ofta nära, icke-erotiskt, förhållande med April. Han står också Michelangelo nära, precis som i den första långfilmen. Han är dock mer pacifistisk än tidigare versioner, och visar större intresse för teknik än ninjutsuträningen. Dock hamnar han sällan i konflikt med de andra sköldpaddorna och han återförenade dem i kampen mot Shredder i avsnittet "Same As It Never Was." Under fjärde säsongen blev han infekterad av ett monster och i "Adventures in Turtlesitting" muteras han till ett monster, vilket hände med Raphael i serietidningarna. I 2003 års TV-serie läses Donatellos röst av Sam Riegel.

### Långfilmer
I den första av de tre spelfilmerna är han, precis som Leonardo mer omogen då hans syns skämta mer. I den första spelfilmen nämns aldrig att han är "hjärnan", även om han ofta syns meka med prylar. I den andra spelfilmen visas han som den mest vetenskapliga och själviakttagande sköldpaddan. Den första spelfilmen visar hans förhållande till Casey Jones, i alla andra versioner av TMNT står Raphael och inte Donatello Casey Jones närmast, utom utom 1987 års tecknade TV-serie där Casey Jones bara medverkar i vissa avsnitt. Detta då Donatello och Casey fixar en gammal pickuplastbil, efter liknande en scen mellan Casey Jones och Raphael i Mirageserierna. Corey Feldman läser Donatellos röst i första och tredje spelfilmen, medan Adam Carl läste i den andra. I den tredje spelfilmen är Donatello den enda sköldpaddan som inte frestas av att stanna i det förgångna feodala Japan, då han säger att han inte kan leva utan teknik. Filmerna beskriver även Donatello som närstående med Michelangelo, och skämtar med honom under striderna, och går iväg då Leonardo och Raphael argumenterar.
I 2007 års film driver Donatello ett IT-företag och ger familjen pengar. Han är arg på att Raphael inte vill hjälpa dem, utan istället bekämpar brottslingar som Nightwatcher ("Nattväktaren"). Liknande berättelser finns i serierna, där Donatello inte litar på Nightwatcher då ingen vet på vilken sida han står och för att han hotar med våld. Donatello försöker också övertala Michelangelo att viglianter inte är hjältar. Detta sker i Leonardos frånvaro, då denne befinner sig i Centralamerika. Donatello är här, dock inofficiellt, andreledare, men dock mer i övriga filmer. I filmspelet är hans IQ "bortom diagrammet".
Donatellos röst läses av Mitchell Whitfield.
I 2014 års långfilm spelades han av Jeremy Howard. Corey Feldman hade tidigare uttalat sin önskan om att få spela figuren.

### 2012 års TV-serie
Donatello återvänder i Nickelodeons kommande serien, med en naginata (ett spirliknande vapen) i stället för hans traditionella bōstav, vars spets dock är indragningsbar, så att vapnet också kan användas som en bō. Hans röst läses då av Rob Paulsen, som i 1987 års version läste Raphaels röst.

### Coming Out of Their Shells Tour
I en "making of"-video för musikalturnén noterar producenten Adrian Selby att Donatello hadr några "väldigt ovanliga idéer om vad musikinstrument är och hur de är konstruerade."

### Datorspel
I datorspelen baserade på 1987 års tecknade TV-serie har Donatello den längsta räckviden, men han kan inte orsaka samma skada på fienden som Leonardo, som har näst längst räckvidd; ett undantag är det första NES-spelet, där Donatello både orsakade mest skada och hade längst räckvidd, fastän hans attacker oftast gick långsamt till. Detta finns även i spel inspirerade av 2003 års TV-serie.